# Scuna

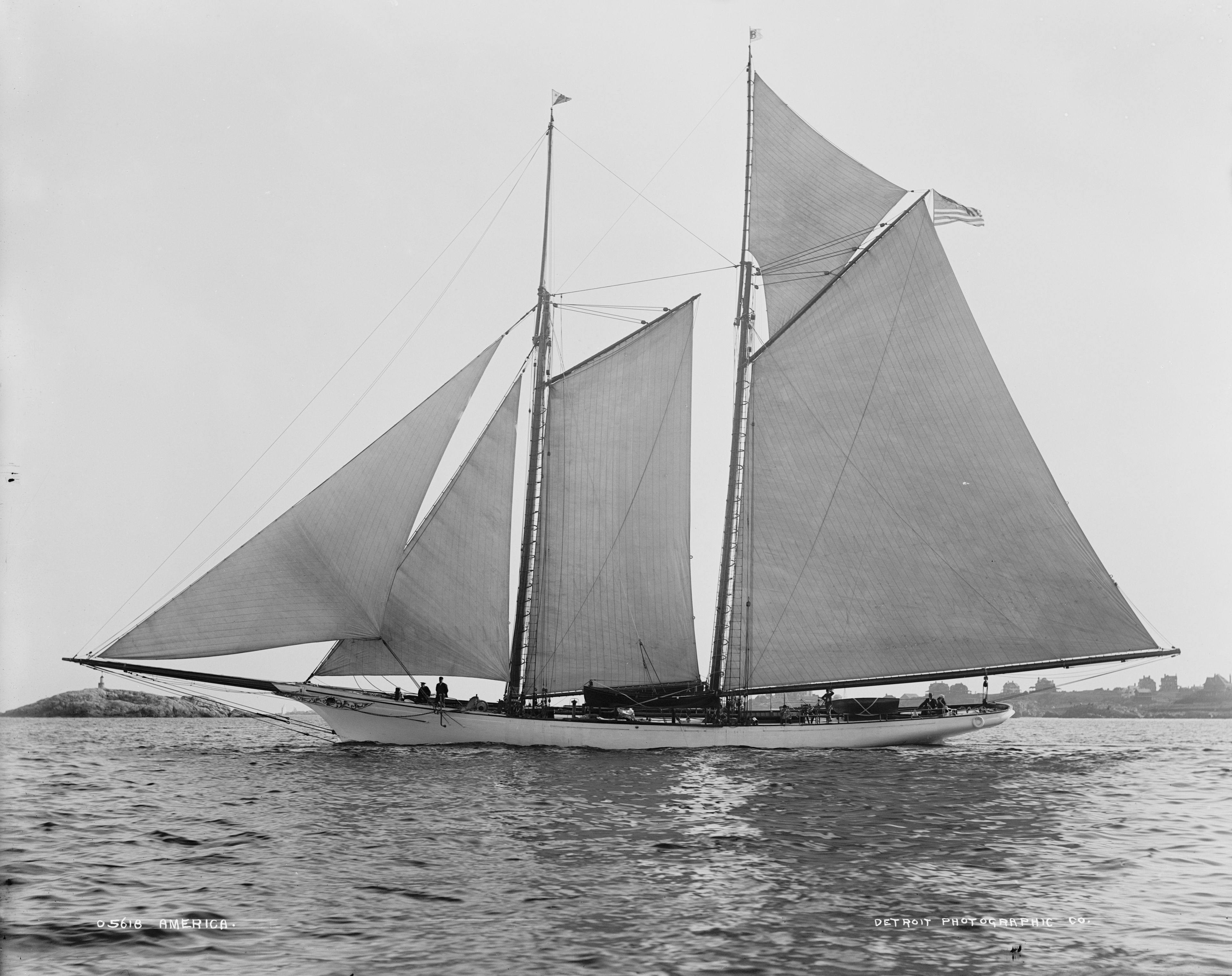
La scuna America, vincitrice della prima edizione della «coppa delle 100 ghinee», oggi nota come America's Cup

La scuna (dall'inglese schooner) è un tipo di veliero a due o più alberi, generalmente inclinati verso poppa, dotato di vele di diverso tipo. L'albero di maestra è collocato a poppa ed è più grande e più alto dell'albero di trinchetto posizionato a prua. Il più classico armamento schooner è a vele auriche.
Sebbene il termine schooner sia spesso tradotto in italiano con goletta, in quanto imbarcazioni molto simili, i due termini non sono propriamente sinonimi: la scuna può presentare anche tre alberi, e l'elemento caratterizzante è dato dall'avere l'albero di prua più basso degli altri alberi. La goletta è caratterizzata dall'avere due alberi armati con vele auriche, nel caso di goletta a tre alberi, goletta a palo, l'albero più piccolo è quello di mezzana a poppa.